# Isaac Mayer Wise
Pour les articles homonymes, voir Wise.
Isaac Mayer Wise, né le 29 mars 1819 en Bohême et mort le 26 mars 1900 à Cincinnati, est un rabbin réformé et essayiste américain.

## Biographie
En 1853, la communauté de Plum Street Temple, à Cincinnati (Ohio) engage le rabbin Isaac Mayer Wise comme leader spirituel. La communauté rejoint alors le mouvement du judaïsme réformé. En 1865, il inaugure un nouveau bâtiment pour la synagogue, dans une architecture néo-mauresque.
En 1873, il fonde l'Union des congrégations hébraïques américaines, qui deviendra l'Union pour le judaïsme réformé, puis en 1875 Hebrew Union College-Jewish Institute of Religion, actuellement la plus ancienne école rabbinique en Amérique.
En 1889, il fonde la Conférence centrale des rabbins américains.

## Publications
Essais
- "The History of the Israelitish Nation from Abraham to the Present Time," Albany, 1854;
- "History of the first commonwealth of the Israelite," Cincinnati, 1860;
- "The Essence of Judaism," Cincinnati, 1861;
- "The Origin of Christianity, and a Commentary on the Acts of the Apostles," 1868;
- "Judaism, Its Doctrines and Duties," 1872;
- "The Martyrdom of Jesus of Nazareth: a Historico-Critical Treatise on the Last Chapter of the Gospel," 1874;
- "The Cosmic God," 1876;
- "History of the Hebrews' Second Commonwealth," 1880;
- "Judaism and Christianity, Their Agreements and Disagreements," 1883;
- "A Defense of Judaism vs. Proselytizing Christianity," 1889;
- "Pronaos to Holy Writ," 1891.

Nouvelles
- "The Convert," 1854;
- "The Catastrophe of Eger,"
- "The Shoemaker's Family,"
- "Resignation and Fidelity, or Life and Romance,"
- "Romance, Philosophy, and Cabalah, or the Conflagration in Frankfort-on-the-Main," 1855;
- "The Last Struggle of the Nation," 1856;
- "The Combat of the People, or Hillel and Herod," 1858;
- "The First of the Maccabees."
- "Die Juden von Landshuth";
- "Der Rothkopf, oder des Schulmeisters Tochter";
- "Baruch und Sein Ideal."